# 笠森勇
笠森 勇（かさもり いさむ、1939年 - ）は、日本の国文学者、金沢学院短期大学名誉教授。室生犀星記念館館長、室生犀星学会会長を歴任。

## 来歴
石川県白山市（旧松任市）生まれ。1962年駒澤大学文学部中国文学科卒業。金沢女子短大高校教諭を経て、金沢女子短大教授。1998年改称し金沢学院短大ライフデザイン総合学科教授。2008年4月から2014年3月まで室生犀星記念館館長。1984年4月設立の室生犀星学会理事、2017年同会長に就任。
著書に「堀田善衞の文学世界」「犀星・篤二郎・棹影 - 明治末、大正期の金沢文壇」「蟹シャボテンの花 - 中野重治と室生犀星」「犀星と周辺の文学者」「詩の華 - 室生犀星と萩原朔太郎」など。

## 受賞
- 1996年 第2回室生犀星顕彰大野茂男賞